# Jaspis virens
Jaspis virens är en svampdjursart som beskrevs av Claude Lévi 1958. Jaspis virens ingår i släktet Jaspis och familjen Ancorinidae.
Artens utbredningsområde är Saudiarabien. Inga underarter finns listade i Catalogue of Life.